# Pražman plochohlavý
Pražman plochohlavý (Calamus mu) je paprskoploutvá ryba z čeledi mořanovití (Sparidae).
Druh byl popsán roku 1966 ichtyology Johnem E. Randallem a D. K. Caldwellem.

## Popis a výskyt
Maximální délka ryby je 26,5 cm.
Stříbřité tělo se svislými pruhy a skvrnami na těle a ploutvích. Tmavá skvrna na prsní ploutvi, tvář žlutá až zlatá.
Byla nalezena ve vodách západního Atlantiku: jedná se o endemický druh z jižní Brazílie. Obývá útesy a chaluhové porosty.